# 倒壊
| ウィキペディアには「倒壊」という見出しの百科事典記事はありません（タイトルに「倒壊」を含むページの一覧/「倒壊」で始まるページの一覧）。 代わりにウィクショナリーのページ「倒壊」が役に立つかもしれません。 |